# Copa Libertadores 2011
La Copa Libertadores 2011, denominada por motivos comerciales Copa Santander Libertadores 2011, fue la quincuagésima segunda edición del torneo de clubes más importante de América del Sur, organizado por la Confederación Sudamericana de Fútbol, en la que participaron equipos de once países: Argentina, Bolivia, Brasil, Chile, Colombia, Ecuador, México, Paraguay, Perú, Uruguay y Venezuela.
El campeón fue Santos de Brasil, que no lograba consagrarse en el certamen desde la edición de 1963, siendo la mayor distancia en el tiempo —48 años— entre dos títulos de un mismo equipo en la historia de la copa. Significó su tercer título en la competición, y gracias a él disputó la Copa Mundial de Clubes 2011, y la Recopa Sudamericana 2012, esta última ante Universidad de Chile. Clasificó, también, a la segunda fase de la Copa Libertadores 2012.

## Formato
Bolivia, Chile, Perú, Uruguay y México impusieron nuevos métodos para clasificar directamente a la Copa:
- La plaza de Bolivia 3 fue para el subcampeón del Clausura 2010. Un dato curioso y excepcional se dio con el club boliviano Jorge Wilstermann, que, luego de clasificar a la Copa tras ganar el Apertura 2010, descendió a segunda división ese mismo año, y disputó la Copa Libertadores en esa condición.
- Por la alteración del formato del torneo en Chile, debida al terremoto ocurrido el día 27 de febrero de 2010 y su clasificación a la Copa Mundial de Fútbol de 2010, se cambió el método de clasificación. La plaza de Chile 1 fue ocupada por el campeón de la temporada, la de Chile 2 por el equipo mejor posicionado luego de la fecha 17 y la de Chile 3 salió del ganador de una Liguilla entre el 3.º, el 4.º, el 5.º y el 6.º clasificado en la tabla general.
- La plaza de Perú 3, en principio, era ocupada por el ganador de la primera etapa del campeonato. Luego fue adjudicada al mejor ubicado de la tabla acumulada.
- Uruguay no usó la tradicional Liguilla Pre-Libertadores, debido a su clasificación a la Copa Mundial de Fútbol de 2010. La plaza de Uruguay 2 fue otorgada al subcampeón y la de Uruguay 3 al equipo no finalista mejor ubicado en la tabla general.
- Las plazas de México 1, México 2 y México 3 fueron para el 4º, 5° y 6º lugar respectivamente en la tabla general del Apertura 2010, ya que se dio preferencia a los primeros puestos para su participación en la Concacaf Liga Campeones.

Un total de 12 equipos —los 2 últimos clasificados del país del campeón vigente, y el último clasificado de cada uno de los restantes países— disputaron la primera fase, en la cual se establecieron seis llaves. Cada una tuvo a su respectivo ganador, que accedió a la segunda fase, a la que ya se encontraban clasificados los restantes 26 equipos, constituyéndose así ocho grupos de 4 equipos. Los dos primeros de cada zona pasaron a las fases finales, disputadas bajo el sistema de eliminación directa y compuestas por los octavos de final, los cuartos de final, las semifinales y la final, en la que se declaró al campeón.
|                            |                            | Equipos que entran en esta fase | Equipos que provienen de la fase anterior                                       |
| -------------------------- | -------------------------- | --- | ------------------------------------------------------------------------------- |
| Primera fase (12 equipos)  | Primera fase (12 equipos)  | - 1 equipo de Argentina, Bolivia, Brasil, Chile, Colombia, Ecuador, México, Paraguay, Perú, Uruguay y Venezuela - 1 equipo extra del país del campeón vigente |                                                                                 |
| Segunda fase (32 equipos)  | Segunda fase (32 equipos)  | - 4 equipos de Argentina y Brasil - 2 equipos de Bolivia, Chile, Colombia, Ecuador, México, Paraguay, Perú, Uruguay y Venezuela                               | - 6 equipos clasificados de la Primera fase                                     |
| Fases finales (16 equipos) | Fases finales (16 equipos) | | - 8 equipos primeros de la Segunda fase - 8 equipos segundos de la Segunda fase |

## Equipos participantes
En cursiva los equipos debutantes en el torneo.
| País                             | Equipo                                                                       | Vía de clasificación |
| -------------------------------- | ---------------------------------------------------------------------------- | --- |
| Argentina 5 cupos                | Argentinos Juniors Estudiantes (LP) Vélez Sarsfield Godoy Cruz Independiente | Campeón del Torneo Clausura 2010 Campeón del Torneo Apertura 2010 2.º Mejor equipo ubicado en la tabla sumatoria del año 2010 3.º mejor equipo ubicado en la tabla sumatoria del año 2010 Campeón de la Copa Sudamericana 2010 |
| Bolivia 3 cupos                  | Jorge Wilstermann Oriente Petrolero Bolívar                                  | Campeón del Torneo Apertura 2010 Campeón del Torneo Clausura 2010 Subcampeón del Torneo Clausura 2010 |
| Brasil 5 cupos + campeón vigente | Internacional Santos Fluminense Cruzeiro Corinthians Grêmio                  | Campeón de la Copa Libertadores 2010 Campeón de la Copa de Brasil 2010 Campeón del Campeonato Brasileño de 2010 Subcampeón del Campeonato Brasileño de 2010 3.º puesto del Campeonato Brasileño de 2010 4.º puesto del Campeonato Brasileño de 2010 |
| Chile 3 cupos                    | Universidad Católica Colo-Colo Unión Española                                | Campeón del Campeonato de Primera División 2010 Ganador de la primera rueda del Campeonato de Primera División 2010 Ganador de la Liguilla Pre-Libertadores 2010 |
| Colombia 3 cupos                 | Junior Once Caldas Deportes Tolima                                           | Campeón del Torneo Apertura 2010 Campeón del Torneo Finalización 2010 Mejor equipo ubicado en la Reclasificación 2010 |
| Ecuador 3 cupos                  | Liga de Quito Emelec Deportivo Quito                                         | Campeón del Campeonato Ecuatoriano de 2010 Subcampeón del Campeonato Ecuatoriano de 2010 3.º puesto del Campeonato Ecuatoriano de 2010 |
| México 3 cupos                   | América San Luis Chiapas                                                     | Mejor equipo ubicado en la tabla general de la fase regular del Torneo Apertura 2010 no participante de la Concacaf Liga Campeones 2010-11 2.º mejor equipo ubicado en la tabla general de la fase regular del Torneo Apertura 2010 no participante de la Concacaf Liga Campeones 2010-11 3.º mejor equipo ubicado en la tabla general de la fase regular del Torneo Apertura 2010 no participante de la Concacaf Liga Campeones 2010-11 |
| Paraguay 3 cupos                 | Libertad Guaraní Cerro Porteño                                               | Campeón en la temporada 2010 con mayor puntaje acumulado Campeón en la temporada 2010 con menor puntaje acumulado Mejor equipo ubicado en la tabla acumulada de la temporada 2010 |
| Perú 3 cupos                     | Universidad San Martín León de Huánuco Alianza Lima                          | Campeón del Campeonato Descentralizado 2010 Subcampeón del Campeonato Descentralizado 2010 Mejor equipo ubicado en la tabla acumulada del Campeonato Descentralizado 2010 |
| Uruguay 3 cupos                  | Peñarol Nacional Liverpool                                                   | Campeón del Campeonato Uruguayo 2009-10 Subcampeón del Campeonato Uruguayo 2009-10 Mejor equipo ubicado en la tabla anual del Campeonato Uruguayo 2009-10 |
| Venezuela 3 cupos                | Deportivo Táchira Caracas Deportivo Petare                                   | Ganador del Torneo Apertura 2009 Ganador del Torneo Clausura 2010 Mejor equipo ubicado en la tabla acumulada de la Primera División Venezolana 2009-10 |

### Distribución geográfica de los equipos
Distribución geográfica de las sedes de los equipos participantes:

## Sorteo
El sorteo se realizó el 25 de noviembre de 2010 en la sede de la Confederación.
A diferencia de años anteriores donde solamente equipos brasileños y argentinos eran cabeza de serie, a partir de esta edición equipos de los restantes países participantes tuvieron la oportunidad de liderar los grupos.

### Bolilleros de la Primera fase
| Bombo 1                                                                           | Bombo 2                                                                                     |
| --------------------------------------------------------------------------------- | ------------------------------------------------------------------------------------------- |
| - Independiente - Corinthians - Grêmio - Unión Española - Chiapas - Cerro Porteño | - Bolívar - Deportes Tolima - Deportivo Quito - Alianza Lima - Liverpool - Deportivo Petare |

### Bolilleros de la Segunda fase
| Bombo 1 | Bombo 2 | Bombo 3                                                                                                   | Bombo 4                                                                                      |
| --- | --- | --- | -------------------------------------------------------------------------------------------- |
| - Argentinos Juniors - Estudiantes (LP) - Internacional - Santos - Junior - Liga de Quito - Universidad San Martín - Deportivo Táchira | - Jorge Wilstermann - Oriente Petrolero - Universidad Católica - Colo-Colo - Libertad - Guaraní - Peñarol - Nacional | - Vélez Sarsfield - Godoy Cruz - Fluminense - Cruzeiro - Once Caldas - Emelec - León de Huánuco - Caracas | - América - San Luis - Ganador A - Ganador B - Ganador C - Ganador D - Ganador E - Ganador F |

## Primera fase
| Fechas                     | Local en la ida | Global | Local en la vuelta | Ida | Vuelta | Llave     |
| -------------------------- | --------------- | ------ | ------------------ | --- | ------ | --------- |
| 26 de enero y 2 de febrero | Corinthians     | 0:2    | Deportes Tolima    | 0:0 | 0:2    | Ganador A |
| 26 de enero y 1 de febrero | Alianza Lima    | 0:4    | Chiapas            | 0:2 | 0:2    | Ganador B |
| 27 de enero y 3 de febrero | Cerro Porteño   | 2:1    | Deportivo Petare   | 1:0 | 1:1    | Ganador C |
| 27 de enero y 3 de febrero | Bolívar         | 0:1    | Unión Española     | 0:1 | 0:0    | Ganador D |
| 25 de enero y 1 de febrero | Independiente   | 2:1    | Deportivo Quito    | 2:0 | 0:1    | Ganador E |
| 26 de enero y 2 de febrero | Liverpool       | 3:5    | Grêmio             | 2:2 | 1:3    | Ganador F |

## Segunda fase

### Grupo 1
| Equipo                 | Pts. | PJ | PG | PE | PP | GF | GC | DG |
| ---------------------- | ---- | -- | -- | -- | -- | -- | -- | -- |
| Libertad               | 14   | 6  | 4  | 2  | 0  | 13 | 5  | 8  |
| Once Caldas            | 7    | 6  | 1  | 4  | 1  | 7  | 8  | –1 |
| Universidad San Martín | 6    | 6  | 2  | 0  | 4  | 7  | 11 | –4 |
| San Luis               | 5    | 6  | 1  | 2  | 3  | 6  | 9  | –3 |

| \| Fecha \| Lugar \| Local \| Resultado \| Visitante \| \| ------------- \| --------------- \| ---------------------- \| --------- \| ---------------------- \| \| 15 de febrero \| San Luis Potosí \| San Luis \| 1:2 \| Libertad \| \| 16 de febrero \| Manizales \| Once Caldas \| 0:3 \| Universidad San Martín \| \| 22 de febrero \| Callao \| Universidad San Martín \| 2:0 \| San Luis \| \| 22 de febrero \| Manizales \| Once Caldas \| 1:1 \| Libertad \| \| 2 de marzo \| San Luis Potosí \| San Luis \| 1:1 \| Once Caldas \| \| 8 de marzo \| Asunción \| Libertad \| 5:1 \| Universidad San Martín \| \| 15 de marzo \| Callao \| Universidad San Martín \| 0:1 \| Libertad \| \| 15 de marzo \| Manizales \| Once Caldas \| 1:1 \| San Luis \| \| 22 de marzo \| Asunción \| Libertad \| 2:2 \| Once Caldas \| \| 22 de marzo \| San Luis Potosí \| San Luis \| 3:1 \| Universidad San Martín \| \| 19 de abril \| Asunción \| Libertad \| 2:0 \| San Luis \| \| 19 de abril \| Callao \| Universidad San Martín \| 0:2 \| Once Caldas \| |                 |                        |           |                        |
| Fecha | Lugar           | Local                  | Resultado | Visitante              |
| 15 de febrero | San Luis Potosí | San Luis               | 1:2       | Libertad               |
| 16 de febrero | Manizales       | Once Caldas            | 0:3       | Universidad San Martín |
| 22 de febrero | Callao          | Universidad San Martín | 2:0       | San Luis               |
| 22 de febrero | Manizales       | Once Caldas            | 1:1       | Libertad               |
| 2 de marzo | San Luis Potosí | San Luis               | 1:1       | Once Caldas            |
| 8 de marzo | Asunción        | Libertad               | 5:1       | Universidad San Martín |
| 15 de marzo | Callao          | Universidad San Martín | 0:1       | Libertad               |
| 15 de marzo | Manizales       | Once Caldas            | 1:1       | San Luis               |
| 22 de marzo | Asunción        | Libertad               | 2:2       | Once Caldas            |
| 22 de marzo | San Luis Potosí | San Luis               | 3:1       | Universidad San Martín |
| 19 de abril | Asunción        | Libertad               | 2:0       | San Luis               |
| 19 de abril | Callao          | Universidad San Martín | 0:2       | Once Caldas            |

### Grupo 2
| Equipo            | Pts. | PJ | PG | PE | PP | GF | GC | DG |
| ----------------- | ---- | -- | -- | -- | -- | -- | -- | -- |
| Junior            | 13   | 6  | 4  | 1  | 1  | 9  | 7  | 2  |
| Grêmio            | 10   | 6  | 3  | 1  | 2  | 9  | 6  | 3  |
| Oriente Petrolero | 6    | 6  | 2  | 0  | 4  | 7  | 8  | –1 |
| León de Huánuco   | 5    | 6  | 1  | 2  | 3  | 4  | 8  | –4 |

| \| Fecha \| Lugar \| Local \| Resultado \| Visitante \| \| ------------- \| ------------ \| ----------------- \| --------- \| ----------------- \| \| 17 de febrero \| Huánuco \| León de Huánuco \| 1:2 \| Junior \| \| 17 de febrero \| Porto Alegre \| Grêmio \| 3:0 \| Oriente Petrolero \| \| 23 de febrero \| Huánuco \| León de Huánuco \| 1:0 \| Oriente Petrolero \| \| 24 de febrero \| Barranquilla \| Junior \| 2:1 \| Grêmio \| \| 3 de marzo \| Porto Alegre \| Grêmio \| 2:0 \| León de Huánuco \| \| 9 de marzo \| Santa Cruz \| Oriente Petrolero \| 1:2 \| Junior \| \| 17 de marzo \| Huánuco \| León de Huánuco \| 1:1 \| Grêmio \| \| 17 de marzo \| Barranquilla \| Junior \| 2:1 \| Oriente Petrolero \| \| 24 de marzo \| Santa Cruz \| Oriente Petrolero \| 2:0 \| León de Huánuco \| \| 7 de abril \| Porto Alegre \| Grêmio \| 2:0 \| Junior \| \| 14 de abril \| Santa Cruz \| Oriente Petrolero \| 3:0 \| Grêmio \| \| 14 de abril \| Barranquilla \| Junior \| 1:1 \| León de Huánuco \| |              |                   |           |                   |
| Fecha | Lugar        | Local             | Resultado | Visitante         |
| 17 de febrero | Huánuco      | León de Huánuco   | 1:2       | Junior            |
| 17 de febrero | Porto Alegre | Grêmio            | 3:0       | Oriente Petrolero |
| 23 de febrero | Huánuco      | León de Huánuco   | 1:0       | Oriente Petrolero |
| 24 de febrero | Barranquilla | Junior            | 2:1       | Grêmio            |
| 3 de marzo | Porto Alegre | Grêmio            | 2:0       | León de Huánuco   |
| 9 de marzo | Santa Cruz   | Oriente Petrolero | 1:2       | Junior            |
| 17 de marzo | Huánuco      | León de Huánuco   | 1:1       | Grêmio            |
| 17 de marzo | Barranquilla | Junior            | 2:1       | Oriente Petrolero |
| 24 de marzo | Santa Cruz   | Oriente Petrolero | 2:0       | León de Huánuco   |
| 7 de abril | Porto Alegre | Grêmio            | 2:0       | Junior            |
| 14 de abril | Santa Cruz   | Oriente Petrolero | 3:0       | Grêmio            |
| 14 de abril | Barranquilla | Junior            | 1:1       | León de Huánuco   |

### Grupo 3
| Equipo             | Pts. | PJ | PG | PE | PP | GF | GC | DG |
| ------------------ | ---- | -- | -- | -- | -- | -- | -- | -- |
| América            | 10   | 6  | 3  | 1  | 2  | 8  | 7  | 1  |
| Fluminense         | 8    | 6  | 2  | 2  | 2  | 9  | 9  | 0  |
| Nacional           | 8    | 6  | 2  | 2  | 2  | 3  | 3  | 0  |
| Argentinos Juniors | 7    | 6  | 2  | 1  | 3  | 9  | 10 | –1 |

| \| Fecha \| Lugar \| Local \| Resultado \| Visitante \| \| ------------- \| ---------------- \| ------------------ \| --------- \| ------------------ \| \| 9 de febrero \| Río de Janeiro \| Fluminense \| 2:2 \| Argentinos Juniors \| \| 15 de febrero \| Ciudad de México \| América \| 2:0 \| Nacional \| \| 23 de febrero \| Río de Janeiro \| Fluminense \| 0:0 \| Nacional \| \| 24 de febrero \| Buenos Aires \| Argentinos Juniors \| 3:1 \| América \| \| 2 de marzo \| Montevideo \| Nacional \| 0:1 \| Argentinos Juniors \| \| 2 de marzo \| Ciudad de México \| América \| 1:0 \| Fluminense \| \| 15 de marzo \| Buenos Aires \| Argentinos Juniors \| 0:1 \| Nacional \| \| 23 de marzo \| Río de Janeiro \| Fluminense \| 3:2 \| América \| \| 6 de abril \| Montevideo \| Nacional \| 2:0 \| Fluminense \| \| 6 de abril \| Ciudad de México \| América \| 2:1 \| Argentinos Juniors \| \| 20 de abril \| Montevideo \| Nacional \| 0:0 \| América \| \| 20 de abril \| Buenos Aires \| Argentinos Juniors \| 2:4 \| Fluminense \| |                  |                    |           |                    |
| Fecha | Lugar            | Local              | Resultado | Visitante          |
| 9 de febrero | Río de Janeiro   | Fluminense         | 2:2       | Argentinos Juniors |
| 15 de febrero | Ciudad de México | América            | 2:0       | Nacional           |
| 23 de febrero | Río de Janeiro   | Fluminense         | 0:0       | Nacional           |
| 24 de febrero | Buenos Aires     | Argentinos Juniors | 3:1       | América            |
| 2 de marzo | Montevideo       | Nacional           | 0:1       | Argentinos Juniors |
| 2 de marzo | Ciudad de México | América            | 1:0       | Fluminense         |
| 15 de marzo | Buenos Aires     | Argentinos Juniors | 0:1       | Nacional           |
| 23 de marzo | Río de Janeiro   | Fluminense         | 3:2       | América            |
| 6 de abril | Montevideo       | Nacional           | 2:0       | Fluminense         |
| 6 de abril | Ciudad de México | América            | 2:1       | Argentinos Juniors |
| 20 de abril | Montevideo       | Nacional           | 0:0       | América            |
| 20 de abril | Buenos Aires     | Argentinos Juniors | 2:4       | Fluminense         |

### Grupo 4
| Equipo               | Pts. | PJ | PG | PE | PP | GF | GC | DG |
| -------------------- | ---- | -- | -- | -- | -- | -- | -- | -- |
| Universidad Católica | 11   | 6  | 3  | 2  | 1  | 11 | 9  | 2  |
| Vélez Sarsfield      | 10   | 6  | 3  | 1  | 2  | 12 | 7  | 5  |
| Caracas              | 9    | 6  | 3  | 0  | 3  | 7  | 10 | –3 |
| Unión Española       | 4    | 6  | 1  | 1  | 4  | 7  | 11 | –4 |

| \| Fecha \| Lugar \| Local \| Resultado \| Visitante \| \| ------------- \| ------------ \| -------------------- \| --------- \| -------------------- \| \| 15 de febrero \| Buenos Aires \| Vélez Sarsfield \| 3:0 \| Caracas \| \| 16 de febrero \| Santiago \| Unión Española \| 2:2 \| Universidad Católica \| \| 3 de marzo \| Caracas \| Caracas \| 2:0 \| Unión Española \| \| 3 de marzo \| Buenos Aires \| Vélez Sarsfield \| 3:4 \| Universidad Católica \| \| 9 de marzo \| Santiago \| Universidad Católica \| 1:3 \| Caracas \| \| 10 de marzo \| Santiago \| Unión Española \| 2:1 \| Vélez Sarsfield \| \| 22 de marzo \| Caracas \| Caracas \| 0:2 \| Universidad Católica \| \| 24 de marzo \| Buenos Aires \| Vélez Sarsfield \| 2:1 \| Unión Española \| \| 6 de abril \| Santiago \| Unión Española \| 1:2 \| Caracas \| \| 7 de abril \| Santiago \| Universidad Católica \| 0:0 \| Vélez Sarsfield \| \| 14 de abril \| Santiago \| Universidad Católica \| 2:1 \| Unión Española \| \| 14 de abril \| Caracas \| Caracas \| 0:3 \| Vélez Sarsfield \| |              |                      |           |                      |
| Fecha | Lugar        | Local                | Resultado | Visitante            |
| 15 de febrero | Buenos Aires | Vélez Sarsfield      | 3:0       | Caracas              |
| 16 de febrero | Santiago     | Unión Española       | 2:2       | Universidad Católica |
| 3 de marzo | Caracas      | Caracas              | 2:0       | Unión Española       |
| 3 de marzo | Buenos Aires | Vélez Sarsfield      | 3:4       | Universidad Católica |
| 9 de marzo | Santiago     | Universidad Católica | 1:3       | Caracas              |
| 10 de marzo | Santiago     | Unión Española       | 2:1       | Vélez Sarsfield      |
| 22 de marzo | Caracas      | Caracas              | 0:2       | Universidad Católica |
| 24 de marzo | Buenos Aires | Vélez Sarsfield      | 2:1       | Unión Española       |
| 6 de abril | Santiago     | Unión Española       | 1:2       | Caracas              |
| 7 de abril | Santiago     | Universidad Católica | 0:0       | Vélez Sarsfield      |
| 14 de abril | Santiago     | Universidad Católica | 2:1       | Unión Española       |
| 14 de abril | Caracas      | Caracas              | 0:3       | Vélez Sarsfield      |

### Grupo 5
| Equipo            | Pts. | PJ | PG | PE | PP | GF | GC | DG |
| ----------------- | ---- | -- | -- | -- | -- | -- | -- | -- |
| Cerro Porteño     | 11   | 6  | 3  | 2  | 1  | 13 | 8  | 5  |
| Santos            | 11   | 6  | 3  | 2  | 1  | 11 | 8  | 3  |
| Colo-Colo         | 9    | 6  | 3  | 0  | 3  | 15 | 16 | –1 |
| Deportivo Táchira | 2    | 6  | 0  | 2  | 4  | 5  | 12 | –7 |

| \| Fecha \| Lugar \| Local \| Resultado \| Visitante \| \| ------------- \| ------------- \| ----------------- \| --------- \| ----------------- \| \| 15 de febrero \| San Cristóbal \| Deportivo Táchira \| 0:0 \| Santos \| \| 17 de febrero \| Asunción \| Cerro Porteño \| 5:2 \| Colo-Colo \| \| 1 de marzo \| San Cristóbal \| Deportivo Táchira \| 2:4 \| Colo-Colo \| \| 2 de marzo \| Santos \| Santos \| 1:1 \| Cerro Porteño \| \| 10 de marzo \| Asunción \| Cerro Porteño \| 1:1 \| Deportivo Táchira \| \| 16 de marzo \| Santiago \| Colo-Colo \| 3:2 \| Santos \| \| 6 de abril \| San Cristóbal \| Deportivo Táchira \| 0:2 \| Cerro Porteño \| \| 6 de abril \| Santos \| Santos \| 3:2 \| Colo-Colo \| \| 12 de abril \| Santiago \| Colo-Colo \| 2:1 \| Deportivo Táchira \| \| 14 de abril \| Asunción \| Cerro Porteño \| 1:2 \| Santos \| \| 20 de abril \| Santiago \| Colo-Colo \| 2:3 \| Cerro Porteño \| \| 20 de abril \| Santos \| Santos \| 3:1 \| Deportivo Táchira \| |               |                   |           |                   |
| Fecha | Lugar         | Local             | Resultado | Visitante         |
| 15 de febrero | San Cristóbal | Deportivo Táchira | 0:0       | Santos            |
| 17 de febrero | Asunción      | Cerro Porteño     | 5:2       | Colo-Colo         |
| 1 de marzo | San Cristóbal | Deportivo Táchira | 2:4       | Colo-Colo         |
| 2 de marzo | Santos        | Santos            | 1:1       | Cerro Porteño     |
| 10 de marzo | Asunción      | Cerro Porteño     | 1:1       | Deportivo Táchira |
| 16 de marzo | Santiago      | Colo-Colo         | 3:2       | Santos            |
| 6 de abril | San Cristóbal | Deportivo Táchira | 0:2       | Cerro Porteño     |
| 6 de abril | Santos        | Santos            | 3:2       | Colo-Colo         |
| 12 de abril | Santiago      | Colo-Colo         | 2:1       | Deportivo Táchira |
| 14 de abril | Asunción      | Cerro Porteño     | 1:2       | Santos            |
| 20 de abril | Santiago      | Colo-Colo         | 2:3       | Cerro Porteño     |
| 20 de abril | Santos        | Santos            | 3:1       | Deportivo Táchira |

### Grupo 6
| Equipo            | Pts. | PJ | PG | PE | PP | GF | GC | DG |
| ----------------- | ---- | -- | -- | -- | -- | -- | -- | -- |
| Internacional     | 13   | 6  | 4  | 1  | 1  | 14 | 3  | 11 |
| Chiapas           | 9    | 6  | 3  | 0  | 3  | 6  | 8  | –2 |
| Emelec            | 8    | 6  | 2  | 2  | 2  | 4  | 5  | –1 |
| Jorge Wilstermann | 4    | 6  | 1  | 1  | 4  | 3  | 11 | –8 |

| \| Fecha \| Lugar \| Local \| Resultado \| Visitante \| \| ------------- \| ---------------- \| ----------------- \| --------- \| ----------------- \| \| 16 de febrero \| Guayaquil \| Emelec \| 1:1 \| Internacional \| \| 16 de febrero \| Tuxtla Gutiérrez \| Chiapas \| 2:0 \| Jorge Wilstermann \| \| 22 de febrero \| Guayaquil \| Emelec \| 1:0 \| Jorge Wilstermann \| \| 23 de febrero \| Porto Alegre \| Internacional \| 4:0 \| Chiapas \| \| 8 de marzo \| Tuxtla Gutiérrez \| Chiapas \| 2:1 \| Emelec \| \| 16 de marzo \| Cochabamba \| Jorge Wilstermann \| 1:4 \| Internacional \| \| 16 de marzo \| Guayaquil \| Emelec \| 1:0 \| Chiapas \| \| 30 de marzo \| Porto Alegre \| Internacional \| 3:0 \| Jorge Wilstermann \| \| 6 de abril \| Tuxtla Gutiérrez \| Chiapas \| 1:0 \| Internacional \| \| 7 de abril \| Cochabamba \| Jorge Wilstermann \| 0:0 \| Emelec \| \| 19 de abril \| Cochabamba \| Jorge Wilstermann \| 2:1 \| Chiapas \| \| 19 de abril \| Porto Alegre \| Internacional \| 2:0 \| Emelec \| |                  |                   |           |                   |
| Fecha | Lugar            | Local             | Resultado | Visitante         |
| 16 de febrero | Guayaquil        | Emelec            | 1:1       | Internacional     |
| 16 de febrero | Tuxtla Gutiérrez | Chiapas           | 2:0       | Jorge Wilstermann |
| 22 de febrero | Guayaquil        | Emelec            | 1:0       | Jorge Wilstermann |
| 23 de febrero | Porto Alegre     | Internacional     | 4:0       | Chiapas           |
| 8 de marzo | Tuxtla Gutiérrez | Chiapas           | 2:1       | Emelec            |
| 16 de marzo | Cochabamba       | Jorge Wilstermann | 1:4       | Internacional     |
| 16 de marzo | Guayaquil        | Emelec            | 1:0       | Chiapas           |
| 30 de marzo | Porto Alegre     | Internacional     | 3:0       | Jorge Wilstermann |
| 6 de abril | Tuxtla Gutiérrez | Chiapas           | 1:0       | Internacional     |
| 7 de abril | Cochabamba       | Jorge Wilstermann | 0:0       | Emelec            |
| 19 de abril | Cochabamba       | Jorge Wilstermann | 2:1       | Chiapas           |
| 19 de abril | Porto Alegre     | Internacional     | 2:0       | Emelec            |

### Grupo 7
| Equipo           | Pts. | PJ | PG | PE | PP | GF | GC | DG  |
| ---------------- | ---- | -- | -- | -- | -- | -- | -- | --- |
| Cruzeiro         | 16   | 6  | 5  | 1  | 0  | 20 | 1  | 19  |
| Estudiantes (LP) | 10   | 6  | 3  | 1  | 2  | 9  | 11 | –2  |
| Deportes Tolima  | 8    | 6  | 2  | 2  | 2  | 5  | 8  | –3  |
| Guaraní          | 0    | 6  | 0  | 0  | 6  | 2  | 16 | –14 |

| \| Fecha \| Lugar \| Local \| Resultado \| Visitante \| \| ------------- \| ----------- \| ---------------- \| --------- \| ---------------- \| \| 15 de febrero \| Ibagué \| Deportes Tolima \| 1:0 \| Guaraní \| \| 16 de febrero \| Sete Lagoas \| Cruzeiro \| 5:0 \| Estudiantes (LP) \| \| 22 de febrero \| Sete Lagoas \| Cruzeiro \| 4:0 \| Guaraní \| \| 23 de febrero \| La Plata \| Estudiantes (LP) \| 1:0 \| Deportes Tolima \| \| 2 de marzo \| Ibagué \| Deportes Tolima \| 0:0 \| Cruzeiro \| \| 9 de marzo \| Asunción \| Guaraní \| 1:2 \| Estudiantes (LP) \| \| 16 de marzo \| Sete Lagoas \| Cruzeiro \| 6:1 \| Deportes Tolima \| \| 17 de marzo \| La Plata \| Estudiantes (LP) \| 5:1 \| Guaraní \| \| 30 de marzo \| Ibagué \| Deportes Tolima \| 1:1 \| Estudiantes (LP) \| \| 30 de marzo \| Asunción \| Guaraní \| 0:2 \| Cruzeiro \| \| 13 de abril \| Asunción \| Guaraní \| 0:2 \| Deportes Tolima \| \| 13 de abril \| La Plata \| Estudiantes (LP) \| 0:3 \| Cruzeiro \| |             |                  |           |                  |
| Fecha | Lugar       | Local            | Resultado | Visitante        |
| 15 de febrero | Ibagué      | Deportes Tolima  | 1:0       | Guaraní          |
| 16 de febrero | Sete Lagoas | Cruzeiro         | 5:0       | Estudiantes (LP) |
| 22 de febrero | Sete Lagoas | Cruzeiro         | 4:0       | Guaraní          |
| 23 de febrero | La Plata    | Estudiantes (LP) | 1:0       | Deportes Tolima  |
| 2 de marzo | Ibagué      | Deportes Tolima  | 0:0       | Cruzeiro         |
| 9 de marzo | Asunción    | Guaraní          | 1:2       | Estudiantes (LP) |
| 16 de marzo | Sete Lagoas | Cruzeiro         | 6:1       | Deportes Tolima  |
| 17 de marzo | La Plata    | Estudiantes (LP) | 5:1       | Guaraní          |
| 30 de marzo | Ibagué      | Deportes Tolima  | 1:1       | Estudiantes (LP) |
| 30 de marzo | Asunción    | Guaraní          | 0:2       | Cruzeiro         |
| 13 de abril | Asunción    | Guaraní          | 0:2       | Deportes Tolima  |
| 13 de abril | La Plata    | Estudiantes (LP) | 0:3       | Cruzeiro         |

### Grupo 8
| Equipo        | Pts. | PJ | PG | PE | PP | GF | GC | DG |
| ------------- | ---- | -- | -- | -- | -- | -- | -- | -- |
| Liga de Quito | 10   | 6  | 3  | 1  | 2  | 12 | 4  | 8  |
| Peñarol       | 9    | 6  | 3  | 0  | 3  | 6  | 11 | –5 |
| Independiente | 8    | 6  | 2  | 2  | 2  | 7  | 8  | –1 |
| Godoy Cruz    | 7    | 6  | 2  | 1  | 3  | 8  | 10 | –2 |

| \| Fecha \| Lugar \| Local \| Resultado \| Visitante \| \| ------------- \| ---------- \| ------------- \| --------- \| ------------- \| \| 17 de febrero \| Mendoza \| Godoy Cruz \| 2:1 \| Liga de Quito \| \| 24 de febrero \| Avellaneda \| Independiente \| 3:0 \| Peñarol \| \| 1 de marzo \| Mendoza \| Godoy Cruz \| 1:3 \| Peñarol \| \| 3 de marzo \| Quito \| Liga de Quito \| 3:0 \| Independiente \| \| 9 de marzo \| Montevideo \| Peñarol \| 1:0 \| Liga de Quito \| \| 10 de marzo \| Avellaneda \| Independiente \| 1:3 \| Godoy Cruz \| \| 17 de marzo \| Quito \| Liga de Quito \| 5:0 \| Peñarol \| \| 23 de marzo \| Mendoza \| Godoy Cruz \| 1:1 \| Independiente \| \| 31 de marzo \| Montevideo \| Peñarol \| 2:1 \| Godoy Cruz \| \| 5 de abril \| Avellaneda \| Independiente \| 1:1 \| Liga de Quito \| \| 12 de abril \| Montevideo \| Peñarol \| 0:1 \| Independiente \| \| 12 de abril \| Quito \| Liga de Quito \| 2:0 \| Godoy Cruz \| |            |               |           |               |
| Fecha | Lugar      | Local         | Resultado | Visitante     |
| 17 de febrero | Mendoza    | Godoy Cruz    | 2:1       | Liga de Quito |
| 24 de febrero | Avellaneda | Independiente | 3:0       | Peñarol       |
| 1 de marzo | Mendoza    | Godoy Cruz    | 1:3       | Peñarol       |
| 3 de marzo | Quito      | Liga de Quito | 3:0       | Independiente |
| 9 de marzo | Montevideo | Peñarol       | 1:0       | Liga de Quito |
| 10 de marzo | Avellaneda | Independiente | 1:3       | Godoy Cruz    |
| 17 de marzo | Quito      | Liga de Quito | 5:0       | Peñarol       |
| 23 de marzo | Mendoza    | Godoy Cruz    | 1:1       | Independiente |
| 31 de marzo | Montevideo | Peñarol       | 2:1       | Godoy Cruz    |
| 5 de abril | Avellaneda | Independiente | 1:1       | Liga de Quito |
| 12 de abril | Montevideo | Peñarol       | 0:1       | Independiente |
| 12 de abril | Quito      | Liga de Quito | 2:0       | Godoy Cruz    |

## Fases finales
A partir de aquí, los dieciséis equipos clasificados disputaron una serie de eliminatorias a ida y vuelta, hasta consagrar al campeón.
Las fases finales estuvieron compuestas por cuatro etapas: octavos, cuartos, semifinales y final. A los fines de establecer las llaves de la primera etapa, los dieciséis equipos fueron ordenados en dos tablas, una con los clasificados como primeros (numerados del 1 al 8 de acuerdo con su desempeño en la segunda fase, determinada según los criterios de clasificación), y otra con aquellos clasificados como segundos (numerados del 9 al 16, con el mismo criterio), enfrentándose en octavos de final el 1 con el 16, el 2 con el 15, el 3 con el 14, y así sucesivamente. Durante todo el desarrollo de las fases finales, el equipo que ostentara menor número de orden que su rival de turno ejerció la localía en el partido de vuelta. En caso de que dos equipos de un mismo país alcanzaran la ronda de semifinales, se debía alterar, de ser necesario, el orden de las llaves para que ambos se enfrentaran en la mencionada instancia, a fin de evitar que puedan cruzarse en la final.

### Tabla de primeros
| N.º | Equipo               | Pts. | PJ | PG | PE | PP | GF | GC | DG |
| --- | -------------------- | ---- | -- | -- | -- | -- | -- | -- | -- |
| 1   | Cruzeiro             | 16   | 6  | 5  | 1  | 0  | 20 | 1  | 19 |
| 2   | Libertad             | 14   | 6  | 4  | 2  | 0  | 13 | 5  | 8  |
| 3   | Internacional        | 13   | 6  | 4  | 1  | 1  | 14 | 3  | 11 |
| 4   | Junior               | 13   | 6  | 4  | 1  | 1  | 9  | 7  | 2  |
| 5   | Cerro Porteño        | 11   | 6  | 3  | 2  | 1  | 13 | 8  | 5  |
| 6   | Universidad Católica | 11   | 6  | 3  | 2  | 1  | 11 | 9  | 2  |
| 7   | Liga de Quito        | 10   | 6  | 3  | 1  | 2  | 12 | 4  | 8  |
| 8   | América              | 10   | 6  | 3  | 1  | 2  | 8  | 7  | 1  |

### Tabla de segundos
| N.º | Equipo           | Pts. | PJ | PG | PE | PP | GF | GC | DG |
| --- | ---------------- | ---- | -- | -- | -- | -- | -- | -- | -- |
| 9   | Santos           | 11   | 6  | 3  | 2  | 1  | 11 | 8  | 3  |
| 10  | Vélez Sarsfield  | 10   | 6  | 3  | 1  | 2  | 12 | 7  | 5  |
| 11  | Grêmio           | 10   | 6  | 3  | 1  | 2  | 9  | 6  | 3  |
| 12  | Estudiantes (LP) | 10   | 6  | 3  | 1  | 2  | 9  | 11 | –2 |
| 13  | Chiapas          | 9    | 6  | 3  | 0  | 3  | 6  | 8  | –2 |
| 14  | Peñarol          | 9    | 6  | 3  | 0  | 3  | 6  | 11 | –5 |
| 15  | Fluminense       | 8    | 6  | 2  | 2  | 2  | 9  | 9  | 0  |
| 16  | Once Caldas      | 7    | 6  | 1  | 4  | 1  | 7  | 8  | –1 |

### Cuadro de desarrollo
|  | Octavos de final         | Octavos de final         | Octavos de final         | Octavos de final         | Octavos de final         |   |    | Cuartos de final | Cuartos de final | Cuartos de final | Cuartos de final | Cuartos de final |  |    | Semifinales              | Semifinales              | Semifinales              | Semifinales              | Semifinales              |  |   | Final            | Final            | Final            | Final            | Final            |  |
|  | 23 de abril al 5 de mayo | 23 de abril al 5 de mayo | 23 de abril al 5 de mayo | 23 de abril al 5 de mayo | 23 de abril al 5 de mayo |   |    | 11 al 19 de mayo | 11 al 19 de mayo | 11 al 19 de mayo | 11 al 19 de mayo | 11 al 19 de mayo |  |    | 25 de mayo al 2 de junio | 25 de mayo al 2 de junio | 25 de mayo al 2 de junio | 25 de mayo al 2 de junio | 25 de mayo al 2 de junio |  |   | 15 y 22 de junio | 15 y 22 de junio | 15 y 22 de junio | 15 y 22 de junio | 15 y 22 de junio |  |
|  |                          |                          |                          |                          |                          |   |    |                  |                  |                  |                  |                  |  |    |                          |                          |                          |                          |                          |  |   |                  |                  |                  |                  |                  |  |
|  |                          |                          |                          |                          |                          |   |    |                  |                  |                  |                  |                  |  |    |                          |                          |                          |                          |                          |  |   |                  |                  |                  |                  |                  |  |
|  | 1                        | Cruzeiro                 | 2                        | 0                        | 2                        |   |    |                  |                  |                  |                  |                  |  |    |                          |                          |                          |                          |                          |  |   |                  |                  |                  |                  |                  |  |
|  | 1                        | Cruzeiro                 | 2                        | 0                        | 2                        |   |    |                  |                  |                  |                  |                  |  |    |                          |                          |                          |                          |                          |  |   |                  |                  |                  |                  |                  |  |
|  | 16                       | Once Caldas              | 1                        | 2                        | 3                        |   |    |                  |                  |                  |                  |                  |  |    |                          |                          |                          |                          |                          |  |   |                  |                  |                  |                  |                  |  |
|  | 16                       | Once Caldas              | 1                        | 2                        | 3                        |   | 16 | Once Caldas      | 0                | 1                | 1                |                  |  |    |                          |                          |                          |                          |                          |  |   |                  |                  |                  |                  |                  |  |
|  |                          |                          |                          |                          |                          |   | 16 | Once Caldas      | 0                | 1                | 1                |                  |  |    |                          |                          |                          |                          |                          |  |   |                  |                  |                  |                  |                  |  |
|  |                          |                          | 9                        | Santos                   | 1                        | 1 | 2  |                  |                  |                  |                  |                  |  |    |                          |                          |                          |                          |                          |  |   |                  |                  |                  |                  |                  |  |
|  | 8                        | América                  | 9                        | Santos                   | 1                        | 1 | 2  | 0                | 0                | 0                |                  |                  |  |    |                          |                          |                          |                          |                          |  |   |                  |                  |                  |                  |                  |  |
|  | 8                        | América                  |                          |                          |                          |   |    |                  |                  | 0                |                  |                  |  |    |                          |                          |                          |                          |                          |  |   |                  |                  |                  |                  |                  |  |
|  | 9                        | Santos                   | 1                        | 0                        | 1                        |   |    |                  |                  |                  |                  |                  |  |    |                          |                          |                          |                          |                          |  |   |                  |                  |                  |                  |                  |  |
|  | 9                        | Santos                   | 1                        | 0                        | 1                        |   |    |                  |                  |                  |                  |                  |  | 9  | Santos                   | 1                        | 3                        | 4                        |                          |  |   |                  |                  |                  |                  |                  |  |
|  |                          |                          |                          |                          |                          |   |    |                  |                  |                  |                  |                  |  | 9  | Santos                   | 1                        | 3                        | 4                        |                          |  |   |                  |                  |                  |                  |                  |  |
|  |                          |                          | 5                        | Cerro Porteño            | 0                        | 3 | 3  |                  |                  |                  |                  |                  |  |    |                          |                          |                          |                          |                          |  |   |                  |                  |                  |                  |                  |  |
|  | 4                        | Junior                   | 5                        | Cerro Porteño            | 0                        | 3 | 3  | 1                | 3                | 4                |                  |                  |  |    |                          |                          |                          |                          |                          |  |   |                  |                  |                  |                  |                  |  |
|  | 4                        | Junior                   |                          |                          |                          |   |    |                  |                  | 4                |                  |                  |  |    |                          |                          |                          |                          |                          |  |   |                  |                  |                  |                  |                  |  |
|  | 13                       | Chiapas (v)              | 1                        | 3                        | 4                        |   |    |                  |                  |                  |                  |                  |  |    |                          |                          |                          |                          |                          |  |   |                  |                  |                  |                  |                  |  |
|  | 13                       | Chiapas (v)              | 1                        | 3                        | 4                        |   | 13 | Chiapas          | 1                | 0                | 1                |                  |  |    |                          |                          |                          |                          |                          |  |   |                  |                  |                  |                  |                  |  |
|  |                          |                          |                          |                          |                          |   | 13 | Chiapas          | 1                | 0                | 1                |                  |  |    |                          |                          |                          |                          |                          |  |   |                  |                  |                  |                  |                  |  |
|  |                          |                          | 5                        | Cerro Porteño            | 1                        | 1 | 2  |                  |                  |                  |                  |                  |  |    |                          |                          |                          |                          |                          |  |   |                  |                  |                  |                  |                  |  |
|  | 5                        | Cerro Porteño (p)        | 5                        | Cerro Porteño            | 1                        | 1 | 2  | 0                | 0                | 0 (5)            |                  |                  |  |    |                          |                          |                          |                          |                          |  |   |                  |                  |                  |                  |                  |  |
|  | 5                        | Cerro Porteño (p)        |                          |                          |                          |   |    |                  |                  | 0 (5)            |                  |                  |  |    |                          |                          |                          |                          |                          |  |   |                  |                  |                  |                  |                  |  |
|  | 12                       | Estudiantes (LP)         | 0                        | 0                        | 0 (3)                    |   |    |                  |                  |                  |                  |                  |  |    |                          |                          |                          |                          |                          |  |   |                  |                  |                  |                  |                  |  |
|  | 12                       | Estudiantes (LP)         | 0                        | 0                        | 0 (3)                    |   |    |                  |                  |                  |                  |                  |  |    |                          |                          |                          |                          |                          |  | 9 | Santos           | 0                | 2                | 2                |                  |  |
|  |                          |                          |                          |                          |                          |   |    |                  |                  |                  |                  |                  |  |    |                          |                          |                          |                          |                          |  | 9 | Santos           | 0                | 2                | 2                |                  |  |
|  |                          |                          | 14                       | Peñarol                  | 0                        | 1 | 1  |                  |                  |                  |                  |                  |  |    |                          |                          |                          |                          |                          |  |   |                  |                  |                  |                  |                  |  |
|  | 2                        | Libertad                 | 14                       | Peñarol                  | 0                        | 1 | 1  | 1                | 3                | 4                |                  |                  |  |    |                          |                          |                          |                          |                          |  |   |                  |                  |                  |                  |                  |  |
|  | 2                        | Libertad                 |                          |                          |                          |   |    |                  |                  | 4                |                  |                  |  |    |                          |                          |                          |                          |                          |  |   |                  |                  |                  |                  |                  |  |
|  | 15                       | Fluminense               | 3                        | 0                        | 3                        |   |    |                  |                  |                  |                  |                  |  |    |                          |                          |                          |                          |                          |  |   |                  |                  |                  |                  |                  |  |
|  | 15                       | Fluminense               | 3                        | 0                        | 3                        |   | 2  | Libertad         | 0                | 2                | 2                |                  |  |    |                          |                          |                          |                          |                          |  |   |                  |                  |                  |                  |                  |  |
|  |                          |                          |                          |                          |                          |   | 2  | Libertad         | 0                | 2                | 2                |                  |  |    |                          |                          |                          |                          |                          |  |   |                  |                  |                  |                  |                  |  |
|  |                          |                          | 10                       | Vélez Sarsfield          | 3                        | 4 | 7  |                  |                  |                  |                  |                  |  |    |                          |                          |                          |                          |                          |  |   |                  |                  |                  |                  |                  |  |
|  | 7                        | Liga de Quito            | 10                       | Vélez Sarsfield          | 3                        | 4 | 7  | 0                | 0                | 0                |                  |                  |  |    |                          |                          |                          |                          |                          |  |   |                  |                  |                  |                  |                  |  |
|  | 7                        | Liga de Quito            |                          |                          |                          |   |    |                  |                  | 0                |                  |                  |  |    |                          |                          |                          |                          |                          |  |   |                  |                  |                  |                  |                  |  |
|  | 10                       | Vélez Sarsfield          | 3                        | 2                        | 5                        |   |    |                  |                  |                  |                  |                  |  |    |                          |                          |                          |                          |                          |  |   |                  |                  |                  |                  |                  |  |
|  | 10                       | Vélez Sarsfield          | 3                        | 2                        | 5                        |   |    |                  |                  |                  |                  |                  |  | 10 | Vélez Sarsfield          | 0                        | 2                        | 2                        |                          |  |   |                  |                  |                  |                  |                  |  |
|  |                          |                          |                          |                          |                          |   |    |                  |                  |                  |                  |                  |  | 10 | Vélez Sarsfield          | 0                        | 2                        | 2                        |                          |  |   |                  |                  |                  |                  |                  |  |
|  |                          |                          | 14                       | Peñarol (v)              | 1                        | 1 | 2  |                  |                  |                  |                  |                  |  |    |                          |                          |                          |                          |                          |  |   |                  |                  |                  |                  |                  |  |
|  | 3                        | Internacional            | 14                       | Peñarol (v)              | 1                        | 1 | 2  | 1                | 1                | 2                |                  |                  |  |    |                          |                          |                          |                          |                          |  |   |                  |                  |                  |                  |                  |  |
|  | 3                        | Internacional            |                          |                          |                          |   |    |                  |                  | 2                |                  |                  |  |    |                          |                          |                          |                          |                          |  |   |                  |                  |                  |                  |                  |  |
|  | 14                       | Peñarol                  | 1                        | 2                        | 3                        |   |    |                  |                  |                  |                  |                  |  |    |                          |                          |                          |                          |                          |  |   |                  |                  |                  |                  |                  |  |
|  | 14                       | Peñarol                  | 1                        | 2                        | 3                        |   | 14 | Peñarol          | 2                | 1                | 3                |                  |  |    |                          |                          |                          |                          |                          |  |   |                  |                  |                  |                  |                  |  |
|  |                          |                          |                          |                          |                          |   | 14 | Peñarol          | 2                | 1                | 3                |                  |  |    |                          |                          |                          |                          |                          |  |   |                  |                  |                  |                  |                  |  |
|  |                          |                          | 6                        | Universidad Católica     | 0                        | 2 | 2  |                  |                  |                  |                  |                  |  |    |                          |                          |                          |                          |                          |  |   |                  |                  |                  |                  |                  |  |
|  | 6                        | Universidad Católica     | 6                        | Universidad Católica     | 0                        | 2 | 2  | 2                | 1                | 3                |                  |                  |  |    |                          |                          |                          |                          |                          |  |   |                  |                  |                  |                  |                  |  |
|  | 6                        | Universidad Católica     |                          |                          |                          |   |    |                  |                  | 3                |                  |                  |  |    |                          |                          |                          |                          |                          |  |   |                  |                  |                  |                  |                  |  |
|  | 11                       | Grêmio                   | 1                        | 0                        | 1                        |   |    |                  |                  |                  |                  |                  |  |    |                          |                          |                          |                          |                          |  |   |                  |                  |                  |                  |                  |  |
|  | 11                       | Grêmio                   | 1                        | 0                        | 1                        |   |    |                  |                  |                  |                  |                  |  |    |                          |                          |                          |                          |                          |  |   |                  |                  |                  |                  |                  |  |
|  |                          |                          |                          |                          |                          |   |    |                  |                  |                  |                  |                  |  |    |                          |                          |                          |                          |                          |  |   |                  |                  |                  |                  |                  |  |

- Nota: En cada llave, el equipo con el menor número de orden es el que definió la serie como local.

### Octavos de final
| 27 de abril de 2011 | Once Caldas | 1:2 (0:0) | Cruzeiro                    | Estadio Palogrande, Manizales                                    |                                                                  |
|                     | Núñez 88'   | Reporte   | Wallyson 72' · Ortigoza 83' | Asistencia: 13 286 espectadores Árbitro(s): Víctor Hugo Carrillo | Asistencia: 13 286 espectadores Árbitro(s): Víctor Hugo Carrillo |

| 4 de mayo de 2011 | Cruzeiro | 0:2 (0:0) | Once Caldas            | Arena do Jacaré, Sete Lagoas                              |                                                           |
|                   |          | Reporte   | Amaya 66' · Moreno 71' | Asistencia: 14 972 espectadores Árbitro(s): Antonio Arias | Asistencia: 14 972 espectadores Árbitro(s): Antonio Arias |

| 27 de abril de 2011 | Santos    | 1:0 (1:0) | América | Estadio Urbano Caldeira, Santos                             |                                                             |
|                     | Ganso 38' | Reporte   |         | Asistencia: 11 417 espectadores Árbitro(s): Jorge Larrionda | Asistencia: 11 417 espectadores Árbitro(s): Jorge Larrionda |

| 3 de mayo de 2011 | América | 0:0     | Santos | Estadio Corregidora, Querétaro                          |                                                         |
|                   |         | Reporte |        | Asistencia: 32 673 espectadores Árbitro(s): Carlos Vera | Asistencia: 32 673 espectadores Árbitro(s): Carlos Vera |

| 27 de abril de 2011 | Chiapas      | 1:1 (0:1) | Junior  | Estadio Víctor Manuel Reyna, Tuxtla Gutiérrez         |                                                       |
|                     | Martínez 57' | Reporte   | Páez 6' | Asistencia: 5 071 espectadores Árbitro(s): Omar Ponce | Asistencia: 5 071 espectadores Árbitro(s): Omar Ponce |

| 5 de mayo de 2011 | Junior                              | 3:3 (1:1) | Chiapas                        | Estadio Metropolitano, Barranquilla                     |                                                         |
|                   | Valencia 35' · Páez 50' · Bacca 72' | Reporte   | Martínez 39' 63' · Andrade 86' | Asistencia: 17 371 espectadores Árbitro(s): Héber Lopes | Asistencia: 17 371 espectadores Árbitro(s): Héber Lopes |

| 27 de abril de 2011 | Estudiantes (LP) | 0:0     | Cerro Porteño | Estadio Ciudad de La Plata, La Plata                        |                                                             |
|                     |                  | Reporte |               | Asistencia: 26 313 espectadores Árbitro(s): Sálvio Fagundes | Asistencia: 26 313 espectadores Árbitro(s): Sálvio Fagundes |

| 5 de mayo de 2011 | Cerro Porteño                                      | 0:0 (5:3 p.)               | Estudiantes (LP)                      | Estadio General Pablo Rojas, Asunción                  |                                                        |
|                   |                                                    | Reporte                    |                                       | Asistencia: 20 408 espectadores Árbitro(s): Óscar Ruiz | Asistencia: 20 408 espectadores Árbitro(s): Óscar Ruiz |
|                   |                                                    | Tiros desde el punto penal |                                       |                                                        |                                                        |
|                   | Dos Santos · Fabbro · Nanni · Cáceres · Villarreal |                            | Benítez · López · Pereyra · Roncaglia |                                                        |                                                        |

| 28 de abril de 2011 | Fluminense                           | 3:1 (1:0) | Libertad    | Estadio João Havelange, Río de Janeiro                      |                                                             |
|                     | Moura 3' · Marquinho 71' · Conca 74' | Reporte   | Gamarra 59' | Asistencia: 25 378 espectadores Árbitro(s): Sergio Pezzotta | Asistencia: 25 378 espectadores Árbitro(s): Sergio Pezzotta |

| 4 de mayo de 2011 | Libertad                            | 3:0 (0:0) | Fluminense | Estadio Defensores del Chaco, Asunción                     |                                                            |
|                   | Rojas 57' · Samudio 85' · Núñez 90' | Reporte   |            | Asistencia: 2 699 espectadores Árbitro(s): Roberto Silvera | Asistencia: 2 699 espectadores Árbitro(s): Roberto Silvera |

| 26 de abril de 2011 | Vélez Sarsfield                  | 3:0 (2:0) | Liga de Quito | Estadio José Amalfitani, Buenos Aires                      |                                                            |
|                     | Fernández 7' 10' · Domínguez 54' | Reporte   |               | Asistencia: 7 134 espectadores Árbitro(s): Carlos Amarilla | Asistencia: 7 134 espectadores Árbitro(s): Carlos Amarilla |

| 5 de mayo de 2011 | Liga de Quito | 0:2 (0:1) | Vélez Sarsfield            | Estadio Casa Blanca, Quito                                |                                                           |
|                   |               | Reporte   | Álvarez 45+10' · Bella 80' | Asistencia: 19 158 espectadores Árbitro(s): Wilmar Roldán | Asistencia: 19 158 espectadores Árbitro(s): Wilmar Roldán |

| 28 de abril de 2011 | Peñarol    | 1:1 (1:0) | Internacional      | Estadio Centenario, Montevideo                            |                                                           |
|                     | Corujo 37' | Reporte   | Leandro Damião 65' | Asistencia: 43 472 espectadores Árbitro(s): Carlos Torres | Asistencia: 43 472 espectadores Árbitro(s): Carlos Torres |

| 4 de mayo de 2011 | Internacional | 1:2 (1:0) | Peñarol                       | Estadio Beira-Rio, Porto Alegre                           |                                                           |
|                   | Oscar 2'      | Reporte   | Martinuccio 46' · Olivera 50' | Asistencia: 42 863 espectadores Árbitro(s): Enrique Osses | Asistencia: 42 863 espectadores Árbitro(s): Enrique Osses |

| 26 de abril de 2011 | Grêmio      | 1:2 (0:1) | Universidad Católica | Estadio Olímpico Monumental, Porto Alegre                 |                                                           |
|                     | Douglas 60' | Reporte   | Pratto 29' 75'       | Asistencia: 31 559 espectadores Árbitro(s): Néstor Pitana | Asistencia: 31 559 espectadores Árbitro(s): Néstor Pitana |

| 4 de mayo de 2011 | Universidad Católica | 1:0 (0:0) | Grêmio | Estadio San Carlos de Apoquindo, Santiago                   |                                                             |
|                   | Mirosevic 85'        | Reporte   |        | Asistencia: 13 502 espectadores Árbitro(s): Carlos Amarilla | Asistencia: 13 502 espectadores Árbitro(s): Carlos Amarilla |

### Cuartos de final
| 11 de mayo de 2011 | Once Caldas | 0:1 (0:1) | Santos           | Estadio Palogrande, Manizales                                 |                                                               |
|                    |             | Reporte   | Alan Patrick 42' | Asistencia: 32 000 espectadores Árbitro(s): Juan Ernesto Soto | Asistencia: 32 000 espectadores Árbitro(s): Juan Ernesto Soto |

| 18 de mayo de 2011 | Santos     | 1:1 (1:1) | Once Caldas  | Estadio Pacaembú, São Paulo                               |                                                           |
|                    | Neymar 11' | Reporte   | Rentería 29' | Asistencia: 35 135 espectadores Árbitro(s): Enrique Osses | Asistencia: 35 135 espectadores Árbitro(s): Enrique Osses |

| 12 de mayo de 2011 | Chiapas     | 1:1 (0:0) | Cerro Porteño | Estadio Víctor Manuel Reyna, Tuxtla Gutiérrez               |                                                             |
|                    | Pedroza 90' | Reporte   | Fabbro 72'    | Asistencia: 14 022 espectadores Árbitro(s): Sergio Pezzotta | Asistencia: 14 022 espectadores Árbitro(s): Sergio Pezzotta |

| 19 de mayo de 2011 | Cerro Porteño  | 1:0 (0:0) | Chiapas | Estadio General Pablo Rojas, Asunción                     |                                                           |
|                    | P. Benítez 72' | Reporte   |         | Asistencia: 24 178 espectadores Árbitro(s): Darío Ubríaco | Asistencia: 24 178 espectadores Árbitro(s): Darío Ubríaco |

| 12 de mayo de 2011 | Vélez Sarsfield                | 3:0 (1:0) | Libertad | Estadio La Bombonera, Buenos Aires                       |                                                          |
|                    | Morález 20' · Martínez 75' 80' | Reporte   |          | Asistencia: 9 086 espectadores Árbitro(s): Wilson Seneme | Asistencia: 9 086 espectadores Árbitro(s): Wilson Seneme |

| 18 de mayo de 2011 | Libertad               | 2:4 (1:1) | Vélez Sarsfield                              | Estadio Defensores del Chaco, Asunción                     |                                                            |
|                    | Rojas 44' · Maciel 50' | Reporte   | Morález 45' 66' · Franco 86' · Fernández 87' | Asistencia: 2 300 espectadores Árbitro(s): Sálvio Fagundes | Asistencia: 2 300 espectadores Árbitro(s): Sálvio Fagundes |

| 11 de mayo de 2011 | Peñarol                         | 2:0 (1:0) | Universidad Católica | Estadio Centenario, Montevideo                              |                                                             |
|                    | Olivera 36' · Martinuccio 90+3' | Reporte   |                      | Asistencia: 46 550 espectadores Árbitro(s): Héctor Baldassi | Asistencia: 46 550 espectadores Árbitro(s): Héctor Baldassi |

| 19 de mayo de 2011 | Universidad Católica        | 2:1 (1:0) | Peñarol        | Estadio San Carlos de Apoquindo, Santiago               |                                                         |
|                    | Meneses 17' · Gutiérrez 68' | Reporte   | Estoyanoff 85' | Asistencia: 12 942 espectadores Árbitro(s): Héber Lopes | Asistencia: 12 942 espectadores Árbitro(s): Héber Lopes |

### Semifinales
| 25 de mayo de 2011 | Santos          | 1:0 (1:0) | Cerro Porteño | Estadio Pacaembú, São Paulo                                 |                                                             |
|                    | Edu Dracena 43' | Reporte   |               | Asistencia: 31 434 espectadores Árbitro(s): Jorge Larrionda | Asistencia: 31 434 espectadores Árbitro(s): Jorge Larrionda |

| 1 de junio de 2011 | Cerro Porteño                            | 3:3 (1:3) | Santos                                     | Estadio General Pablo Rojas, Asunción                     |                                                           |
|                    | C. Benítez 31' · Lucero 60' · Fabbro 81' | Reporte   | Zé Eduardo 2' · Barreto 28' · Neymar 45+1' | Asistencia: 27 000 espectadores Árbitro(s): Wilmar Roldán | Asistencia: 27 000 espectadores Árbitro(s): Wilmar Roldán |

| 26 de mayo de 2011 | Peñarol          | 1:0 (1:0) | Vélez Sarsfield | Estadio Centenario, Montevideo                              |                                                             |
|                    | D. Rodríguez 44' | Reporte   |                 | Asistencia: 52 904 espectadores Árbitro(s): Carlos Amarilla | Asistencia: 52 904 espectadores Árbitro(s): Carlos Amarilla |

| 2 de junio de 2011 | Vélez Sarsfield         | 2:1 (1:1) | Peñarol  | Estadio José Amalfitani, Buenos Aires                     |                                                           |
|                    | Tobio 45+1' · Silva 66' | Reporte   | Mier 33' | Asistencia: 50 000 espectadores Árbitro(s): Enrique Osses | Asistencia: 50 000 espectadores Árbitro(s): Enrique Osses |

### Final
| Ida; 15 de junio de 2011, 21:50 (UTC-3) | Peñarol | 0:0     | Santos | Estadio Centenario, Montevideo                              |                                                             |
|                                         |         | Reporte |        | Asistencia: 63 371 espectadores Árbitro(s): Carlos Amarilla | Asistencia: 63 371 espectadores Árbitro(s): Carlos Amarilla |

| Vuelta; 22 de junio de 2011, 21:50 (UTC-3) | Santos                  | 2:1 (0:0) | Peñarol    | Estadio Pacaembú, São Paulo                                 |                                                             |
|                                            | Neymar 47' · Danilo 69' | Reporte   | Durval 80' | Asistencia: 40 157 espectadores Árbitro(s): Sergio Pezzotta | Asistencia: 40 157 espectadores Árbitro(s): Sergio Pezzotta |

|                            |
| Bandera de Brasil          |
| Campeón Santos 3.er título |

-

## Estadísticas y premios

### Mejor Jugador
| Jugador | Club   |
| ------- | ------ |
| Neymar  | Santos |

### Goleadores
| Jugador             | Club                 | Goles |
| ------------------- | -------------------- | ----- |
| Roberto Nanni       | Cerro Porteño        | 7     |
| Wallyson            | Cruzeiro             | 7     |
| Neymar              | Santos               | 6     |
| Lucas Pratto        | Universidad Católica | 6     |
| Maximiliano Morález | Vélez Sarsfield      | 5     |
| Juan Manuel Olivera | Peñarol              | 5     |
| Wason Rentería      | Once Caldas          | 5     |

### Equipo Ideal
| Equipo Ideal 2011 | Equipo Ideal 2011     | Equipo Ideal 2011       |
| Pos.              | Futbolista            | Equipo                  |
| ----------------- | --------------------- | ----------------------- |
| Guardameta        | Sebastián Sosa        | Peñarol                 |
| Defensa           | Danilo da Silva       | Santos FC               |
| Defensa           | Alejandro González    | Peñarol                 |
| Defensa           | Emiliano Papa         | Vélez Sarsfield         |
| Defensa           | Guillermo Rodríguez   | Peñarol                 |
| Centrocampista    | Luis Aguiar           | Peñarol                 |
| Centrocampista    | Juan Sebastián Verón  | Estudiantes de La Plata |
| Centrocampista    | Ganso                 | Santos FC               |
| Delantero         | Alejandro Martinuccio | Peñarol                 |
| Delantero         | Neymar                | Santos                  |
| Delantero         | Lucas Pratto          | Universidad Católica    |